# Leptysma argentina
Leptysma argentina är en insektsart som beskrevs av Bruner, L. 1906. Leptysma argentina ingår i släktet Leptysma och familjen gräshoppor. Inga underarter finns listade i Catalogue of Life.